# Joanna Carver Colcord

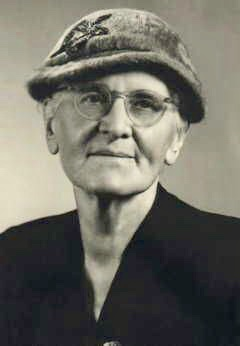
Joanna Carver Colcord

Joanna Carver Colcord (* 18. März 1882 in der Südsee an Bord der Charlotte A. Littlefield; † 8. April 1960 in Lebanon, Indiana) war eine US-amerikanische Sozialarbeiterin und Autorin. Neben Schriften aus ihrem Fachgebiet der Sozialarbeit publizierte sie auch zu Sprache und Liedern amerikanischer Seeleute des frühen 20. Jahrhunderts.

## Leben
Joanna Carver Colcord wurde am 18. März 1882 (nach wenigen abweichenden Quellen am 12. März 1882) als erstes Kind des Kapitäns Lincoln Alden Colcord (1857–1913) und dessen Frau Jane French Sweetser Colcord (1859–1939) an Bord der Bark Charlotte A. Littlefield in der Südsee, etwa sechzig Meilen vor der Küste von Neukaledonien, geboren. Ihr jüngerer Bruder, der spätere Journalist und Autor Lincoln Colcord (1883–1947), kam ebenfalls an Bord des Schiffes zur Welt. Den Großteil ihrer ersten 18 Lebensjahre verbrachte Colcord mit ihrer Familie auf Schiffen, mit denen sie weltweit längere Reisen unternahmen. Ursprünglich stammte die Familie aus Searsport, Maine. Mit 18 Jahren begann Colcord ein Studium der Chemiewissenschaft an der University of Maine, wo sie 1906 einen Bachelor in Chemie und 1909 einen Master in Biochemie erlangte. Von 1910 bis 1911 studierte sie an der New York School of Philanthropy, wo sie Mary Richmond kennenlernte.
Von 1911 bis 1944 war Colcord als Sozialarbeiterin tätig. Sie wirkte in ihrer Karriere für verschiedene Wohltätigkeits- und Hilfsorganisationen wie die New York Charity Organization Society, das Rote Kreuz und die Minnesota Family Welfare Association. Seit 1929 wirkte sie als Nachfolgerin von Mary Richmond als Leiterin der Charity Division der Russell Sage Foundation in New York City. Sie veröffentlichte mehrere Bücher zu sozialwissenschaftlichen Themen. Daneben interessierte sie sich stets für die Seemannskultur und publizierte mehrere Bücher und Artikel zu Seemannssprache und Seemannsliedern. Ihr 1924 veröffentlichtes Werk Roll and Go: Songs of American Sailormen gilt als eine der ersten umfassenden Sammlungen amerikanischer Seemannslieder.
Krankheitsbedingt zog sie sich 1944 aus dem aktiven Berufsleben zurück. 1950 heiratete Colcord den verwitweten Sozialarbeiter Frank John Bruno (1874–1955), mit dem sie sich in St. Louis niederließ. Nach dem Tod ihres Mannes verbrachte sie die letzten Lebensjahre bei ihrem Stiefsohn in Lebanon, Indiana. Colcord starb nach einem Schlaganfall Anfang April 1960 wenige Wochen nach ihrem 78. Geburtstag.
Ein von ihrem Bruder begonnenes und ihr selbst unterstütztes Projekt zur Publikation einer Sammlung von Briefen der Familie konnten die Geschwister zu Lebzeiten nicht mehr fertigstellen. 1999 veröffentlichte Parker Bishop Albee, Jr den Schriftverkehr als Letters from Sea 1882–1901: Joanna and Lincoln Colcord's Seafaring Childhood.

## Werke (Auswahl)
Soziale Arbeit
- Broken Homes: A Study of Family Desertion and its Social Treatment. Russell Sage Foundation, New York, Wm F. Fell Co, Philadelphia, 1919, 208 Seiten.
- Community Planning in Unemployment Emergencies. Russell Sage Foundation, New York, 1930, 86 Seiten.
- Setting Up a Program of Work Relief. Russell Sage Foundation, New York, 1931, 23 Seiten.
- Cash Relief. Russell Sage Foundation, New York, 1936, 263 Seiten.
- mit Margaret Frances Byington: Your Community: Its Provisions for Health, Education, Safety, and Welfare. Russell Sage Foundation, New York, 1941, 261 Seiten.

Seefahrt
- Roll and Go: Songs of American Sailormen. Mit einem Vorwort von Lincoln Colcord. Bobbs-Merrill Company, Indianapolis, 1924, 118 Seiten.
- Songs of American Sailormen. Überarbeitete und erweiterte Ausgabe, Norton, 1938, 212 Seiten.
- Sea Language Comes Ashore. Cornell Maritime Press, New York, N.Y., 1945, 213 Seiten.